# Skibbereen
Skibbereen (in irlandese: An Sciobairín) è una cittadina nella contea di Cork, in Irlanda.